# Blow Away (George-Harrison-Lied)
Blow Away (englisch für „Wegpusten“) ist ein Lied von George Harrison, das dieser 1979 für sein Soloalbum  George Harrison aufnahm und das im Februar 1979 als Single A-Seite ausgekoppelt wurde.

## Hintergrund
George Harrison schrieb in seinem Buch I Me Mine über das Lied: „1977 war ich bei vielen Formel-1-Rennen und habe überhaupt keine Songs geschrieben. Ich fing an, mich schuldig zu fühlen, weil so viele der Rennfahrer mich als George den Musiker bezeichneten. Aber während sie mich unterhielten, arbeitete ich nicht. Ich hatte nach dem Watkins Glenn Rennen mit Niki Lauda gesprochen und er hatte gesagt: 'Es gibt nichts Schöneres, als nach Hause zu gehen, mich zu entspannen und ein paar schöne Songs und Platten zu hören'. Ich dachte mir, ich sollte ein bisschen arbeiten und vielleicht einen Song schreiben, den Niki-Jody-Emerson und die Gang genießen könnten. Das würde mich glücklich machen. Das war meine Inspiration.“
Harrison schrieb das Lied in seinem Haus während es regnete und er vom Wetter deprimiert war, so beginnt das Lied mit der Beschreibung einer negativen Situation: „Der Tag wurde schwarz, der Himmel riss auseinander, ein Jahr lang regnete es, bis es mein Herz befeuchtete, Risse und Undichtigkeiten, die Dielen fingen Fäulnis, kurz vor dem Untergang, ich hatte fast vergessen.“ Anschließend folgt der Refrain mit der Lösung der Situation: „Alles, was ich zu tun hatte, ist dich zu lieben, alles, was ich sein musste, war, glücklich zu sein alles, was es braucht, ist etwas Wärme, um es weg zu pusten.“
Laut George Harrison war Blow Away das erste neue Lied, das er für sein neues Album geschrieben hatte. Anfangs war ihm das Lied ein bisschen peinlich, was sich aber dann mit der Zeit gab, auch als er merkte, dass viele Menschen es mochten.
Für den Spielfilm Nonnen auf der Flucht mit Eric Idle wurde Blow Away verwendet.  Im Jahr 2010 wählten AOL-Radiohörer den Track zu einem der „10 Best George Harrison Songs“ und landete auf Platz 2 der Liste, hinter My Sweet Lord.

## Aufnahme
Die Aufnahmen für Blow Away fanden zwischen März und Oktober 1978 in George Harrisons eigenem Friar Park Studio, Henley on Thames (F.P.S.H.O.T.), Oxfordshire statt.  Ausführende Produzenten des Liedes waren George Harrison und Russ Titelman. Toningenieure waren Lee Herschberg, Philipp McDonald und Kumar Shankar. Das Streicherarrangement wurde in den AIR Studios eingespielt.
Besetzung:
- George Harrison: Gesang, E-Gitarre, Akustische Gitarre, Slidegitarre
- Tom Scott: Saxophon
- Neil Larsen: E-Piano
- Willie Weeks: Bassgitarre
- Andy Newmark: Schlagzeug
- Ray Cooper: Perkussion
- Del Newman:  Streicherarrangement

## Musikvideo
Zeitgleich zum Erscheinen von Blow Away wurde ein Musikvideo veröffentlicht.  Das Video beginnt mit sich bewegenden dunklen Wolken, anschließend sieht man George Harrison zur Gitarrenbegleitung singen. Weiterhin werden überdimensionierte Spielzeugtiere gezeigt. In einer Szene sieht man ihn neben einer Spielzeugente oder Harrison sitzt in einem Spielzeugschwan oder auf einem Spielzeughund. Am Ende des Videos wird ein aufgeklarter Himmel gezeigt.

## Veröffentlichung
- Die Singleauskopplung Blow Away / Soft Touch erschien am 16. Februar 1979 in Großbritannien,[4] in den USA wurde die Single mit der B-Seite Soft-Hearted Hana am 19. Februar 1979 veröffentlicht.[5] Die Promotionsingle wurde in den USA wie folgt veröffentlicht: Auf der A-Seite befindet sich die Mono-Version und auf der B-Seite die Stereo-Version der A-Seite der Kaufsingle.[6]
- Am 23. Februar 1979 erschien in Großbritannien und am 20. Februar in den USA das Album George Harrison auf dem sich auch Blow Away befindet.  Seit Oktober 2007 ist das Album George Harrison auch als Download bei iTunes mit dem zusätzlichen Bonustitel Blow Away (Demo) erhältlich.
- In Brasilien wurde eine EP mit folgenden Liedern veröffentlicht: Blow Away / Love Comes to Everyone / Soft Touch / Faster.[7]
- Blow Away befindet sich auf den beiden Kompilationsalben von George Harrison Best of Dark Horse 1976–1989 (1989) und Let It Roll: Songs by George Harrison (2009).

## Chartplatzierungen
Die Single konnte sich auf Platz 51 in den britischen Single-Charts und auf Platz 16 in den US-amerikanischen Charts platzieren.

## Coverversionen
Es gibt mindestens sechs Coverversionen von Blow Away.